# Max Weiler (football)
Pour les articles homonymes, voir Max Weiler.
Max Weiler est un footballeur puis entraîneur suisse, né le 25 septembre 1900 à Winterthour et mort le 1er septembre 1969 à Zurich. Il évolue au poste de défenseur du début des années 1920 au milieu des années 1930.
Formé au SC Veltheim, il joue ensuite au Grasshopper Club Zurich avec qui il remporte quatre titres de champion en 1927, 1928, 1931 et 1937 et, cinq fois la Coupe de Suisse.
Il compte 38 sélections pour deux buts inscrits en équipe nationale. Il est médaillé d'argent aux Jeux olympiques d'été de 1924 et dispute la Coupe du monde 1934. Il devient par la suite entraîneur et dirige le FC Schaffhouse.
Son frère cadet, Walter Weiler, est également footballeur.

## Biographie
Max Weiler commence le football, comme son frère Walter, dans le club du SC Veltheim, fondé par leur frère ainé Eugen. Il fait ses débuts en équipe première en 1922 et, en 1924, il est appelé en équipe nationale, devenant le premier joueur du club à connaître une sélection. 
Il rejoint ensuite, en compagnie de son frère, le Grasshopper Club Zurich et remporte avec ce club quatre titres de champion en 1927, 1928, 1931 et 1937 et, cinq fois la Coupe de Suisse en 1926, 1927, 1932, 1934 et 1937.
Les deux frères sont sélectionnés par l'entraîneur suisse Heinrich Müller pour disputer la Coupe du monde 1934 en Italie. L'équipe nationale suisse atteint les quarts-de-finale de la compétition où Max Weiler ne dispute aucune rencontre. Il connaît sa dernière de ses 38 sélections en 1936
Devenu entraîneur, il dirige, de 1942 à 1947, le FC Schaffhouse. Il meurt le 1er septembre 1969 à Zurich.